# レンドルシャム男爵
レンドルシャム男爵（レンドルシャムだんしゃく、英: Baron Rendlesham）は、アイルランド貴族の爵位。1806年に創設された。

## 歴史
ユグノーの商人ピーター・テルソン(1761–1808)はイングランド銀行理事、グレートブリテン庶民院議員、連合王国庶民院議員を歴任して、1806年2月1日にアイルランド貴族であるレンドルシャムのレンドルシャム男爵に叙された。1800年合同法の施行以降、同法に基づく初のアイルランド貴族叙爵であり、アイルランド貴族爵位が3つ廃絶したことを要件としたためベートマン子爵、ロス伯爵、ホームズ男爵の廃絶が根拠となった。テルソンの同名の父ピーター・テルソン(1735–1797)は商人として成功し、イギリスに移住した人物であり、祖父イザーク・ド・テルソン(1690–1755)もジュネーヴの銀行家、外交官として活躍した。
初代男爵の息子にあたる4代男爵フレデリック・テルソン(1798–1852)とその息子にあたる5代男爵フレデリック・ウィリアム・ブルック・テルソン(1840–1911)は保守党の政治家で、初代男爵と同じく庶民院議員を務めた。
2003年時点の当主は5代男爵の曽孫にあたる9代男爵チャールズ・ウィリアム・ブルック・テルソン(1954–)である。

## レンドルシャム男爵（1806年）
- 初代レンドルシャム男爵ピーター・テルソン（1761年 – 1808年）
- 第2代レンドルシャム男爵ジョン・テルソン（1785年 – 1832年）
- 第3代レンドルシャム男爵ウィリアム・テルソン（1798年 – 1839年）
- 第4代レンドルシャム男爵フレデリック・テルソン（英語版）（1798年 – 1852年）
- 第5代レンドルシャム男爵フレデリック・ウィリアム・ブルック・テルソン（英語版）（1840年 – 1911年）
- 第6代レンドルシャム男爵フレデリック・アーチボルド・チャールズ・テルソン（1868年 – 1938年）
- 第7代レンドルシャム男爵パーシー・エドワード・テルソン（1874年 – 1943年）
- 第8代レンドルシャム男爵チャールズ・アンソニー・ヒュー・テルソン（1915年 – 1999年）
- 第9代レンドルシャム男爵チャールズ・ウィリアム・ブルック・テルソン（1954年 – ）

爵位の推定相続人は現当主の叔父の息子ジェームズ・ヒュー・テルソン（1961年 – ）で、その法定推定相続人は息子ベンジャミン・ピーター・テルソン（2002年 – ）である。